# Acartia sewelli
Acartia sewelli is een eenoogkreeftjessoort uit de familie van de Acartiidae. De wetenschappelijke naam van de soort is voor het eerst geldig gepubliceerd in 1934 door Steuer.